# 马台乡
马台乡，是中华人民共和国云南省临沧市临翔区下辖的一个乡镇级行政单位。

## 行政区划
马台乡下辖以下地区：
马台村、清河村、琅琊村、唐家寨村、全河村、那杏村、平河村、南糯村和平掌村。